# Moist von Lipwig
Moist von Lipwig (Húmedo von Mustachen, en la traducción al castellano) es un personaje ficticio de la saga de novelas de Mundodisco, con un arco de novelas propio, escritas por Terry Pratchett. Es el protagonista de las novelas Going Postal y Making Money.

## El Personaje y su Ejecución
Poco es sabido del pasado de Moist von Lipwig, aparte de que es originario de Überwald, específicamente de la localidad de Lipwig (Mustachen), perdió a sus padres a una edad temprana y fue criado por su abuelo, quien criaba perros. Los otros chicos abusaban de él en el colegio, del que acabó escapando para convertirse en estafador itinerante. En algún momento conoce a Cribbins, otro criminal que le enseñó los trucos del oficio. Más adelante tendría diferencias creativas con Cribbins y sale de la "sociedad". En las propias palabras de Moist: "Es el tipo de persona (Cribbins) que le da mal nombre a los Criminales".
En su época de estafador, Moist tomaba ventaja del hecho de que no tiene facciones físicas distinguibles y era una persona fácil de olvidar.  De acuerdo a las numerosas descripciones suyas, "tenía más o menos veinte años, o más o menos treinta. En los informes policiales del continente entero medía, pues, entre metro ochenta y metro noventa y pico, tenía el pelo de todos los colores desde el castaño hasta el rubio, y su falta de rasgos distintivos abarcaba su cara entera" (en Going Postal, indica que tiene 26 años). A esto Moist agregaba anteojos y bigotes falsos, aparte de otros apéndices. Se convirtió en un falsificador experto y usa gran variedad de tintas y papeles, que almacena en lo que él denomina "La Caja del Sr. Robinson" (Mr Robinson's Box).
Bajo uno de sus alias, Albert Spangler (Albert Relumbrón), fue capturado en la ciudad de Ankh-Morpork y condenado a morir por la horca, al principio de Cartas en el Asunto (Going Postal).

## Servicio Civil
En Cartas en el Asunto, el Patricio de la ciudad lo arregla para que Lipwig sobreviva a su ahorcamiento. Cuando Lipwig despierta, Vetinari le ofrece un trato. Una nueva vida, trabajando para el Estado, o de volver a su vieja vida, con todas las consecuencias que ello implica.
El puesto ofrecido es el de la dirección de la Oficina Postal de Ankh-Morpork, un encargo peligroso que ha tomado la vida de otros cuatro funcionarios del Patricio, por causas aún sin determinar. Moist hace de ésta un correo capaz de competir a nivel local con el sistema de Clacks. En este puesto introduce el concepto de Sello o Estampilla y expone prácticas fraudulentas de la competencia.
Aparece brevemente en Thud!, donde ha sacado estampillas conmemorativas por la Batalla del Valle de Koom, una en la que los enanos van ganando y otra en la que los trolls van ganando.
Al momento de comenzar Dinero a Mansalva está a cargo de la oficina postal, y se presenta la oportunidad de hacerse cargo del Banco y Casa de Moneda de Ankh-Morpork, para mantenerlo fuera de las manos de la codiciosa familia Esplendio (Lavish). En este, introduce el papel moneda y el patrón golem en las finanzas de la ciudad.

## Vida personal
Moist conoce y corteja a Adora Belle Dearheart (Adora Belle Buencorazón en la versión en castellano) en Cartas en el Asunto y, para los hechos de Dinero a Mansalva, están comprometidos. Esta relación se vio en peligro cuando Moist se entera de que Adora había perdido el empleo anterior por culpa de una de sus estafas, en la cual ella quedó como responsable. Cuando Adora le cuenta esto, Moist confiesa que él había sido la persona que había efectuado la estafa.
Aunque no es seguidor de ningún dios, ejerció mucha influencia en el incremento de popularidad de Molestya (la Diosa de las Cosas que se Quedan atrapadas en los Cajones).

## Libros en los que Aparece
- Cartas en el asunto (Going Postal, 2004)
- ¡Zas! (Thud!, 2005) (no como personaje principal)
- Dinero a mansalva (Making Money, 2007)
- A todo vapor (Raising Steam, 2014)